# Calendario tailandese
In Thailandia, due principali sistemi di calendario vengono utilizzati uno accanto all'altro: il calendario solare tailandese, basato sul calendario gregoriano e utilizzato per scopi ufficiali e per la maggior parte dei giorni, e il calendario lunare tailandese (una versione del calendario buddista, tecnicamente un calendario lunisolare), utilizzato per eventi tradizionali e per le pratiche religiose buddiste.

## Storia
L'uso del calendario solare fu introdotto nel 1889 dal re Chulalongkorn (Rama V), sostituendo il calendario lunare nei contesti ufficiali. L'inizio dell'anno era originariamente indicato come 1º aprile, ma venne poi cambiato in 1º gennaio nel 1941, in modo che giorni e mesi corrispondessero esattamente con il calendario gregoriano. Gli anni seguono l'era buddista, introdotta nel 1913 per sostituire l'era Rattanakosin, che a sua volta sostituì il Chula Sakarat nel 1889. Il computo dell'era buddista in Thailandia è 543 anni avanti rispetto al calendario gregoriano, quindi l'anno 2024 d.C. corrisponde all'anno 2567.
Il calendario lunare contiene 12 o 13 mesi in un anno, con 15 giorni di luna crescente e 14 o 15 giorni di luna calante in un mese, per un totale di anni di 354, 355 o 384 giorni. Gli anni vengono solitamente segnati dall'animale dello zodiaco cinese, anche se esistono diverse date utilizzate per contare il nuovo anno.
Come nel resto del mondo, la settimana di sette giorni viene utilizzata insieme a entrambi i calendari. Il calendario solare ora governa la maggior parte degli aspetti della vita in Thailandia e, sebbene i documenti ufficiali dello stato seguano invariabilmente l’era buddista, l’era volgare viene utilizzata anche dal settore privato. Il calendario lunare determina le date delle festività buddiste, delle feste tradizionali e delle pratiche astrologiche, e la data lunare è ancora registrata sui certificati di nascita e stampata sulla maggior parte dei quotidiani.